# 甲南大学の人物一覧
甲南大学の人物一覧（こうなんだいがくのじんぶついちらん）は、甲南大学に関係する人物の一覧記事。

## 創立者・創立関係者
- 平生釟三郎 - 学園創立者。第2代理事長（1926年〜1945年）。1933年以降2期にわたり（旧制）甲南高等学校校長を兼任。
- 才賀藤吉 - 学園理事。才賀電機商会社長。
- 弘世助太郎 - 発起人。日本生命保険第3代社長。
- 野口孫市 - 学園理事。建築家。
- 久原房之助 - 学園創立委員。久原財閥総帥。
- 安宅弥吉 - 学園理事。安宅産業創立者。1920年に甲南高等女学校を設立し、1926年〜1946年甲南女子学園第2代理事長。
- 二代目伊藤忠兵衛 - 学園理事を経て平生の死後第3代理事長となるが公職追放により辞任。その後1957年〜1969年第5代理事長に再任。伊藤忠財閥2代目当主。

## 歴代校長・学長

### 旧制甲南高等学校校長
- 小森慶助（初代、教育者）- 元文部省視学官、元静岡市長
- 丸山環（第2代、教育者） - 元第六高等学校長
- 平生釟三郎（第3・4・6代、教育者）- 学園創立者、廣田内閣文部大臣、北支経済委員会委員長
- 天野貞祐（第7代、哲学）- 京都帝国大学名誉教授、後に第一高等学校長を経て第3次吉田内閣文部大臣
- 隈部以忠（第8代、教育者） - 元京都府立京都第一中学校長、後に新制甲南高等学校・中学校長

### 甲南大学学長
- 荒勝文策（初代、原子核物理学） - 京都大学名誉教授
- 伊藤順吉（第6代、原子核物理学） - 大阪大学名誉教授、二代目伊藤忠兵衛の甥
- 杉原四郎（第7代、経済学史・社会思想史） - 関西大学名誉教授
- 森恒夫（第9代、財政学）
- 吉沢英成（第13代、理論経済学） - 後に学校法人甲南学園理事長
- 中井伊都子（第18代、国際法学） - 元国連人権理事会諮問委員

## 教職員
- 秋元孝文（文学部教授、アメリカ文学）
- 阿部真大（文学部准教授、労働社会学、家族社会学）
- 伊東浩司（スポーツ・健康科学教育研究センター教授、トレーニング論）元陸上競技選手、男子100メートル競走元日本記録保持者
- 井野瀬久美惠（文学部教授、イギリス近代史）
- 尾形真実哉（経営学部教授、組織行動論）
- 小佐野広（経済学部特任教授、コーポレートファイナンス）
- 尾原宏之（法学部准教授、日本政治思想史）
- 栗田宣義（文学部教授、計量社会学）
- 小舟賢（法学部准教授、行政法、環境法）
- 高石恭子（文学部教授、臨床心理学）
- 田中修（特別客員教授(学長直属)、理工学部名誉教授、植物生理学）
- 田中貴子（文学部教授、中世日本文学）
- 谷口るり子（マネジメント創造学部教授、教育工学）
- 田野大輔（文学部教授、歴史社会学、ドイツ現代史）
- 内藤文雄（経営学部教授、会計学）
- 藤田昌久（特別客員教授(学長直属)、経済学部名誉教授、都市経済学、空間経済学）
- 前田正子（マネジメント創造学部教授、社会保障論）
- 渡辺顗修（法科大学院教授、刑事訴訟法）

### 元教職員
- 相原信作（文学部、哲学）
- 荒木一雄（文学部、英語学）
- 荒木良雄（文理学部、文学部、国文学）
- 井川眞砂（文学部、英米文学）
- 石毛直道（文学部、文化人類学）元国立民族学博物館館長
- 磯崎辰五郎（法学部、憲法、行政法）
- 依田高典（経済学部、産業組織論、産業経済学）
- 伊藤正雄（旧制高校、文理学部、文学部、国文学）
- 井上治典（法学部、民事訴訟法）
- 井森陸平（文学部、農村社会学、産業社会学）
- 上埜進（経営学部、会計大学院、会計学）アジア太平洋管理会計学会理事長
- 上原行雄（法学部、法哲学）
- 上村くにこ（文学部、フランス文学）
- 梅棹忠夫（学園理事、最高学術顧問、文化人類学）元国立民族学博物館館長
- 大久保規子（法学部、行政法、環境法）
- 大島堅造（経済学部、国際経済論）
- 大津真作（文学部、西洋社会思想史）
- 大塚高信（文学部、英語学）
- 大山敷太郎（経済学部、日本経済史）
- 小笠原弘親（法学部、西洋政治思想史）
- 奥野卓司（文学部、情報人類学）
- 甲斐道太郎（経済学部、法学部、法社会学、民法）
- 加古祐二郎（旧制高校、法哲学）
- 笠井清（文学部、国文学）
- 風間力三（文学部、国語学）
- 川合清隆（文学部、フランス文学）
- 河合俊雄（文学部、心理学）
- 川田周雄（文学部、英文学）
- 河田潤一（法学部、比較政治学）
- 川村尚也（経営学部、経営組織論）
- 岸本英八郎（経営学部、経営情報システム論）
- 北原恵（文学部、美術史）
- 木股知史（文学部、日本近代文学）
- 熊沢誠（経済学部、労使関係論、社会政策論）
- 合田昌史（文学部、ポルトガル・スペイン史）
- 小谷博泰（文学部、国語学）
- 児玉善仁（文学部、イタリア史）
- 斉藤豊治（法学部、刑法）
- 櫻田嘉章（法科大学院、国際私法）
- 佐藤文隆（理工学部、宇宙物理学、理論物理学)
- 寿岳文章（文学部、英文学、書誌学）甲南学園歌を作詞
- 新間一美（文学部、国文学）
- 杉原四郎（経済学部、経済学史、社会思想史）
- 鈴木正裕（法学部、民事訴訟法）
- 須田美矢子（特別客員教授(学長直属)、国際金融論）
- 瀬地山敏（経済学部、ケインズ経済学）
- 園田寿（法科大学院、刑法、サイバー法）
- 高橋哲雄（経済学部、イギリス経済史）
- 髙森八四郎（法科大学院、民法）
- 高寄昇三（法学部、財政学、行政学）
- 竹田直平（法学部、刑法）
- 竹中恵美子（経済学部、労働経済学）
- 田中周友（法学部、ローマ法）
- 田中秀夫（経済学部、経済思想史）
- 田中真晴（経済学部、経済思想史）
- 田中裕（旧制高校、国文学）
- 谷川安孝（理学部、理論物理学）
- 筒井義郎（経済学部、金融論、行動経済学）
- 中井久夫（文学部、精神病理学、病跡学）
- 中川与之助（経済学部、財政学）
- 中村宣一朗（経営学部、会計学）
- 那波利貞（文理学部、文学部、東洋史学）
- 根岸哲（法科大学院、経済法）
- 野津龍三郎（文理学部、理学部、有機化学）
- 野々山久也（文学部、家族社会学）
- 長谷川素逝（旧制高校、国文学）
- 濱口博章（文学部、国文学）
- 浜田政二郎（文学部、アメリカ文学）
- 氷上英廣（旧制高校、ドイツ文学）
- 平井一正（理学部、制御工学、システム工学）
- 藤岡喜愛（文学部、精神人類学）
- 藤本建夫（経済学部、経済学）
- 前川恒雄（文学部、図書館学）
- 前川貞次郎（文学部、西洋史）
- 増井禎夫（理学部、細胞生物学）
- 増田光吉（文学部、家族社会学）
- 増田繁夫（文学部、国文学）
- 増野正衛（文学部、英文学）
- 枡矢好弘（文学部、国際言語文化センター、英語学）
- 松井宏興（法学部、民法）
- 松村昌家（文学部、英文学、比較文学）
- 丸田隆（法学部、英米法）
- 丸谷喜市（経済学部、経済学）
- 三島康雄（経営学部、経営史学）
- 水島治郎（法学部、オランダ政治史）
- 光藤景皎（法学部、刑事訴訟法）
- 水戸巌（理学部、放射線物理学）
- 皆見昭（文学部、英文学）
- 三村昌泰（理学部、数学）
- 宮垣元（文学部、社会学）
- 宮城公子（文学部、日本近世思想史）
- 村岡健次（文学部、イギリス近代史）
- 村田数之亮（文学部、古代ギリシア史）
- 本山美彦（経済学部、世界経済論）
- 森田三郎（文学部、文化人類学）
- 安田章生（文学部、国文学）
- 山内昶（文学部、文化史）
- 山口直彦（文学部、精神病理学）
- ヨハンネス・ユーバーシャール（旧制高校、文理学部、ドイツ語学）
- 横山博（文学部、精神医学）
- 吉沢英成（経済学部、理論経済学）
- 吉田次郎（旧制高校、ドイツ文学）
- 米山俊直（文学部、文化人類学）
- 我妻洋（文学部、社会心理学、文化人類学）
- 涌田宏昭（理学部、経営学部、情報経営学）

## 在校生
- 青山華依（経営学部、陸上競技選手、2020年東京オリンピック女子400メートルリレー走日本代表）
- 藏重みう（文学部、陸上競技選手）
- 三原舞依（大学院社会科学研究科経営学専攻、フィギュアスケート選手）

## 出身者

### 政界
- 石井一二（1959年経、参議院議員、自由連合幹事長、自由民主党副幹事長）
- 石井一（1957年経、衆議院議員、参議院議員、国土庁長官、自治大臣兼国家公安委員会委員長、民主党筆頭副代表）
- 大江正彦（1983年経、第4代香川県小豆島町長）[1]
- 奥谷謙一（2008年法・法院、兵庫県議会議員）
- 奥谷通（1974年法、衆議院議員、環境大臣政務官）
- 小田豊（1968年経、長岡京市長）
- 加田裕之（1993年法、参議院議員、法務大臣政務官）
- 関口恵造（旧制、参議院議員、埼玉県歯科医師会会長）
- 長瀬猛（法、神戸市会議員）
- 福岡洋一（2008年法院、茨木市長）
- 森下泰（1941年旧制、参議院議員）
- 杉本和範（理、第10代福井県小浜市長）

### 財界
- 芦田信（1968年理、JCRファーマ創業者・会長兼社長、馬主）
- 伊藤英吉（1931年旧制、元伊藤忠商事会長）
- 市川典男（1981年経、象印マホービン社長）
- 井植敏雅（1985年営、三洋電機元社長）
- 上山英介（経、元大日本除虫菊会長）
- 大谷裕明（1982年経、YKK社長）
- 大林芳郎（1938年旧制、元大林組社長）
- 奥谷禮子（1974年法、ザ・アール創業者・元社長、日本アムウェイ諮問委員）
- 越智通勝（1974年経、エン・ジャパン創業者・会長）
- 川上源一（旧制中退、元日本楽器製造社長、元ヤマハ発動機社長）
- 川越一（1968年営、元ロイヤルホテル社長）
- 菊池嘉聡（1987年営、タイガー魔法瓶社長）
- 黒田英邦（1998年営、コクヨ社長）
- 佐渡島隆平（2002年経、セーフィー創業者・社長CEO、フォーブス日本の起業家ランキング1位）
- 塩野元三（1969年営、元塩野義製薬社長、元日本製薬団体連合会副会長）
- 関口恵造（旧制、歯科医師、元埼玉県歯科医師会会長）
- 関根大介（1990年営、オープンドア創業者・社長）
- 高畑俊一（1978年営、高畑電機産業社長、びーんず社長、元兵庫県電機商業組合理事長）
- 武田國男（1962年経、元武田薬品工業会長兼CEO、日本経済団体連合会副会長、関西経済連合会副会長）
- 竹中統一（1965年経、竹中工務店会長）
- 竹中錬一（1930年旧制、元竹中工務店会長）
- 多田斎（1978年経、元野村證券会長、元だいこう証券ビジネス社長）
- 土井肇（土井商事社長、大万証券会長、馬主）
- 鳥井信吾（1975年理、サントリーホールディングス副会長）
- 西河紀男（1958年経、三ツ星ベルト会長）
- 忠沢一弘（1985年、札幌開発社長）
- 平生三郎（旧制、元東洋紡績副社長）
- 平岡龍人（1964年法、清風情報工科学院理事長）
- 福岡賢二（営、スウィフト・エックスアイ社長、神戸情報大学院大学副学長）
- 古野清之（1962年営、元古野電気会長）
- 堀場厚（1971年理、堀場製作所会長兼社長）
- 堀場雅夫（旧制、元堀場製作所会長）
- 本間充（1970年法、元ジャパンディスプレイ会長兼CEO）
- 松岡功（1957年経、東宝名誉会長）
- 水野正人（1966年経、元ミズノ会長、ボーイスカウト日本連盟理事長、日本オリンピック委員会副会長）
- 森下泰（1941年旧制、元森下仁丹社長）
- 湯木佐知子（経、元船場吉兆社長）
- 吉野俊昭（1974年法、元ロート製薬社長）

### 研究者・学者
- 石森秀三（1968年経、文化人類学者、国立民族学博物館名誉教授、北海道大学観光学高等研究センター長、北海道博物館館長）
- 内田義彦（1934年旧制、経済学者、元専修大学教授）
- 榎原猛（1947年旧制、憲法学者、大阪大学名誉教授）
- 岡田節人（1947年旧制、生物学者、京都大学名誉教授）
- 織田敏次（1941年旧制、医学者、東京大学名誉教授）
- 角谷静夫（1931年旧制、数学者、元イェール大学名誉教授）
- 加古祐二郎（1926年旧制、法学者、立命館大学教授、京都帝国大学講師）
- 樫原朗（1956年経、経済学者、神戸学院大学名誉教授）
- 加藤隆久（1957年文、神道学者、神戸女子大学名誉教授、神社本庁長老）
- 香西泰（1946年旧制、経済学者、元東京工業大学教授、元内閣府経済社会総合研究所所長、元政府税制調査会会長）
- 小谷博泰（1966年経、国語学者、甲南大学名誉教授）
- 坂田昌一（1929年旧制、物理学者、元名古屋大学教授）
- 周達生（文理、民族学者、国立民族学博物館名誉教授）
- 高安国世（1934年旧制、ドイツ文学者、元京都大学教授）
- 寺本光照（1972年法、鉄道研究家、鉄道写真家）
- 中井透（1982年理、経営学者、京都産業大学副学長、日本財務管理学会会長）
- 中西香爾（1944年旧制、化学者、コロンビア大学名誉教授）
- 増川宏一（旧制、盤上遊戯研究家）
- 枡矢好弘（1956年文理、言語学者、甲南大学名誉教授）
- 湯川勇人（2011年法、国際政治学者、広島大学准教授）
- 若松佑子（1968年理、生物学者、名古屋大学教授）

### 文学
- 稲畑廣太郎（経、俳人、ホトトギス主宰）
- 笠原真澄（文、エッセイスト）
- 北野勇作（理、SF作家、第4回日本ファンタジーノベル大賞優秀賞、2001年度日本SF大賞）
- 機本伸司（理、SF作家、映画監督、第3回小松左京賞）
- 佐藤ケイ（文、作家、第7回電撃ゲーム小説大賞金賞）
- 塩見恵介（1996年院文、俳人）
- 高安国世（1934年旧制、歌人）
- 友岡子郷（文、俳人）
- 羽田奈緒子（文、作家、第0回MF文庫Jライトノベル新人賞佳作入選）

### 芸術
- 麻野一哉（1986年文、ゲームクリエーター）
- 東ユースケ（法、シンガーソングライター）
- オカモト國ヒコ（文、脚本家、劇作家、演出家）
- 小倉エージ（音楽評論家、料理評論家）
- 小倉昌浩（ミュージシャン）
- 小原宏貴（2010年営、華道小原流家元）
- 加藤みのり（文、漫画家）
- 烏丸光広（1971年法、能面師）
- 貴志康一（旧制中退、音楽家、作曲家）
- 草野旦（文、演出家）
- 九条一馬（ゲームクリエーター）
- 久保浩（彫刻家）
- 黒田卓也（経、ジャズトランペット奏者）
- 坂上伊織（シンガーソングライター）
- 神藤由東大（作曲家、編曲家）
- 武智鉄二（1932年旧制、演劇評論家、演出家）
- 野村拓也（美術家）
- 長谷川三郎（1926年旧制、芸術家）
- 廣津岱雲（1966年法、書家）
- ふじろう（シンガーソングライター）
- 御影真秀（営、ミュージシャン）
- 宮崎隆睦（営、ミュージシャン、元T-SQUARE）
- 八十川勝（理、映画監督）
- 薮内省吾（営、演出家、脚本家、映画監督）

### 芸能
- 井上麻美（女優）
- 上杉祥三（法、俳優、劇作家、演出家）
- 臼井雅基（営、声優）
- 木曽さんちゅう（営、お笑いコンビ「Wコロン」）
- きのしたゆうこ（法、マルチタレント、81プロデュース所属）
- 西條笑児（文、漫才師、タレント）
- 菅井えり（歌手）
- 瀬口侑希（法、演歌歌手）
- 曽我真臣（2005年法、俳優）
- 滝川英治（法、俳優）
- 竹房敦司（1985年文、声優、ナレーター）
- 永井智雄（旧制中退、俳優）
- 夏木唯子（営、タレント、オフィスキイワード所属）
- 松本美香（お笑い芸人）
- 渡部一丁（法、芸人）

### スポーツ
- 生駒武志（1993年経、大宮アルディージャフィジカルコーチ）
- 奥田靖己（1983年経、プロゴルファー）
- 川辺泰三（2005年、バスケットボール選手）
- 木村太哉（2021年マネ、プロサッカー選手）
- 小島初佳（1997年文、陸上競技選手）
- 座喜味大河（アマチュア野球選手・指導者、三菱自動車岡崎硬式野球部元監督）
- 武田麗子（馬術選手、2012年ロンドンオリンピック・2016年リオデジャネイロオリンピック障害飛越競技日本代表）
- 谷直樹（2011年、プロバスケットボール選手）
- 檀上欣子（営、チアリーダー）
- 中部銀次郎（アマチュアゴルファー）
- 平生三郎（旧制、ラグビー選手、元ラグビー日本代表）
- ヒロ松下（1983年営、レーシングドライバー）
- 福本幸（陸上競技選手、2007年世界陸上競技選手権大会・2013年世界陸上競技選手権大会女子走高跳日本代表）
- 元澤陸（プロバスケットボール選手）
- 山川雄大（競艇選手）
- 渡辺康二（テニス選手、日本テニス協会専務理事）
- 岡本駿（プロ野球選手、広島東洋カープ所属）

### マスコミ
- 井上凱文（元RSK山陽放送アナウンサー）
- 臼井雅基（営、フリーアナウンサー）
- 江刺伯洋（南海放送アナウンサー）
- 大吉洋平（毎日放送アナウンサー）
- 小林李衣奈（ウェザーニュース気象キャスター）
- 坂下和也（文、ナレーター、フリーアナウンサー）
- 重松亜紀（NHK北九州放送局契約キャスター）
- 鈴木紘夫（関西テレビ放送元アナウンサー）
- 高野勝正（1996年文、フリーアナウンサー）
- 鍋谷直輝（放送作家、ジェットプロダクション代表取締役）
- 松葉沙矢佳（フリーアナウンサー）
- MEME（1992年営、ラジオDJ）
- 山崎美和（営、気象予報士、元タレント）
- 岡田理沙（九州朝日放送アナウンサー）

### その他
- ガンジー石原（編集者、京都学園大学講師）
- 立川裕大（伝統芸能ディレクター）
- 本田勝裕（1985年営、編集者、キャリアデザイン講師）
- 森友健（1960年経、日本珠算連盟理事長）
- 山野常禎（文、アマチュア無線家）
- 横山友紀（2022年法、将棋棋士）